# Куровский, Мацей
Мацей Куровский (пол. Maciej Kurowski, 19 июня 1986, Еленя-Гура, Нижнесилезское воеводство) — польский саночник, выступающий за сборную Польши с 2005 года. Участник двух зимних Олимпийских игр, многократный призёр национального первенства.

## Биография
Мацей Куровский родился 19 июня 1986 года в городе Еленя-Гура, Нижнесилезское воеводство. Активно заниматься санным спортом начал в возрасте четырнадцати лет, в 2005 году прошёл отбор в национальную сборную и стал принимать участие в различных международных соревнованиях. В сезоне 2006/07 дебютировал на этапах взрослого Кубка мира, заняв в общем зачёте сорок первое место, кроме того, впервые поучаствовал в заездах взрослого чемпионата мира, показав на трассе австрийского Иглса тридцать восьмое время.
В следующем году после завершения всех кубковых этапов поднялся в мировом рейтинге сильнейших саночников до двадцать седьмой позиции, тогда как на мировом первенстве в немецком Оберхофе был тридцать вторым. На чемпионате мира 2009 года в американском Лейк-Плэсиде пришёл к финишу двадцать девятым, кубковый цикл окончил на тридцать четвёртом месте общего зачёта. Благодаря череде удачных выступлений удостоился права защищать честь страны на зимних Олимпийских играх 2010 года в Ванкувере, где впоследствии показал двадцать третий результат мужской одиночной программы. На Кубке мира попал в тридцатку лучших, тогда как на европейском первенстве в латвийской Сигулде был двадцать первым.
На чемпионате мира 2011 года в итальянской Чезане Куровский приехал девятнадцатым, в мировом кубковом рейтинге по очкам добрался до восемнадцатого места. Также в этом сезоне боролся за обладание Кубком наций и немного не дотянул до данного трофея, оказавшись в итоге на третьем месте. В 2012 году на чемпионате мира в немецком Альтенберге был двадцать шестым, после завершения кубковых этапов разместился на двадцать первой строке общего зачёта, занял пятое место на Кубке наций. В 2014 году побывал на Олимпийских играх в Сочи, где финишировал двадцать третьим в мужской одиночной программе и стал восьмым в смешанной эстафете.